# Arthur von Goltstein
Arthur Reichsgraf von Goltstein (* 27. Oktober 1813 auf Schloss Breill; † 27. Oktober 1882 ebenda) war ein preußischer Parlamentarier.

## Leben
Arthur von Goltstein wurde als Sohn des späteren Generals Franz Ludwig von Goltstein geboren. Er studierte an der Rheinischen Friedrich-Wilhelms-Universität. 1833 wurde er Mitglied des Corps Borussia Bonn. Nach dem Studium wurde er Herr auf Schloss Breill, das seit 1527 Stammsitz der Goltstein war. Er war erbliches Mitglied des Preußischen Herrenhauses und des Rheinischen Provinziallandtages.